# Джеймстаун (Род-Айленд)
Джеймстаун (англ. Jamestown) — місто (англ. town) в США, в окрузі Ньюпорт штату Род-Айленд. Населення — 5559 осіб (2020).

## Демографія

### Перепис 2010
Згідно з переписом 2010 року, у місті мешкало 5405 осіб у 2359 домогосподарствах у складі 1571 родини. Було 2998 помешкань
Расовий склад населення:
| - 96,3 % — білих - 0,6 % — чорних або афроамериканців - 0,6 % — азіатів - 0,2 % — корінних американців - 0,1 % — вихідців з тихоокеанських островів |

До двох чи більше рас належало 1,9 %. Частка іспаномовних становила 1,7 % від усіх жителів.
За віковим діапазоном населення розподілялося таким чином: 19,3 % — особи молодші 18 років, 62,3 % — особи у віці 18—64 років, 18,4 % — особи у віці 65 років та старші. Медіана віку мешканця становила 50,7 року. На 100 осіб жіночої статі у місті припадало 98,8 чоловіків; на 100 жінок у віці від 18 років та старших — 94,7 чоловіків також старших 18 років.
Середній дохід на одне домашнє господарство становив 142 162 долари США (медіана — 105 201), а середній дохід на одну сім'ю — 155 903 долари (медіана — 113 239). Медіана доходів становила 101 667 доларів для чоловіків та 84 653 долари для жінок. За межею бідності перебувало 4,6 % осіб, у тому числі 6,9 % дітей у віці до 18 років та 2,5 % осіб у віці 65 років та старших.
Цивільне працевлаштоване населення становило 2555 осіб. Основні галузі зайнятості: освіта, охорона здоров'я та соціальна допомога — 33,9 %, науковці, спеціалісти, менеджери — 16,4 %, фінанси, страхування та нерухомість — 11,0 %, мистецтво, розваги та відпочинок — 7,2 %.

### Перепис 2000
За даними перепису 2000 року
на території муніципалітету мешкало 5 622 людей, було 2 359 садиб та сімей.
Густота населення становила 224 осіб/км². З 2 359 садиб у 28,3 % проживали діти до 18 років, подружніх пар, що мешкали разом, було 58,5 %,
садиб, у яких господиня не мала чоловіка — 8 %, садиб без сім'ї — 31,1 %.
Власники 9,9 % садиб мали вік, що перевищував 65 років, а в 25,9 % садиб принаймні одна людина була старшою за 65 років. Кількість людей у середньому на садибу становила 2,38, а в середньому на родину 2,88.
Середній річний дохід на садибу становив 63 073 доларів США, а на родину — 77 990 доларів США. Чоловіки мали дохід 50 185 доларів, жінки — 35 056 доларів. Дохід на душу населення був 38 664 доларів. Приблизно 1,7 % родин та 2,9 % населення жили за межею бідності.
Медіанний вік населення становив 44 років. На кожних 100 жінок віком понад 18 років припадало 91,6 чоловіків.